# Sibylla Elisabeth van Württemberg
Sibylla Elisabeth van Württemberg (Mömpelgard, 10 april 1584 - Dresden. 20 januari 1606) was een prinses van Württemberg bij geboorte en door haar huwelijk met Johan George I van Saksen hertogin van Saksen.

## Leven
Sibylla Elisabeth was de oudste dochter van hertog Frederik I van Württemberg (1557-1608) en Sybilla van Anhalt (1564-1614), dochter van prins Joachim Ernst van Anhalt. De hertog van Württemberg wilde graag een verbintenis met het keurvorstendom Saksen en zocht voor een geschikte keuze voor zijn dochter. Hij zocht onder de protestantse prinsen, die bondgenoten waren van het Heilige Roomse Rijk. Deze prinsen moesten daarnaast voorstander zijn van een formele vazal band met de Habsburg dynastie. Sibylla Elisabeth trouwde met Johan George I van Saksen op 16 september 1604. Als bruidsschat kreeg ze het kasteel, de stad en de jurisdictie van Weißensee mee. 
Het koppel kreeg een eigen hofhouding, welke voornamelijk gefinancierd werd door het bisschopdom Merseberg.  Sibylla stond algemeen bekend voor haar liefdadigheid: ze verschafte medicijnen aan behoeftigen. Ze overleed onverwachts op 20 januari 1606 aan de gevolgen van een hevige koorts. Sibylla liep de koorts op gedurende de bevalling van haar doodgeboren zoon. Ze werd begraven in de Munster van Freiburg.